# Ліда Воргіс
Ліда Воргіс (англ. Lida Voorhees; 3 липня 1864 — 1 лютого 1934) — колишня американська тенісистка.
Найвищим досягненням на турнірах Великого шолома був фінал в одиночному розряді.

## Фінали турнірів Великого шолома

### Одиночний розряд (1 поразка)
| Результат | Рік  | Турнір             | Покриття | Суперниця      | Рахунок  |
| --------- | ---- | ------------------ | -------- | -------------- | -------- |
| Поразка   | 1889 | U.S. Championships | Трава    | Берта Таунсенд | 5–7, 2–6 |